# Šilai
Šilai är en ort i Litauen. Den ligger i den centrala delen av landet, 100 km norr om huvudstaden Vilnius. Šilai ligger 81 meter över havet och antalet invånare är 441.
Terrängen runt Šilai är mycket platt. Runt Šilai är det ganska glesbefolkat, med 35 invånare per kvadratkilometer. Närmaste större samhälle är Ramygala, 19,2 km väster om Šilai. Omgivningarna runt Šilai är en mosaik av jordbruksmark och naturlig växtlighet.